# Ланцюговий бон

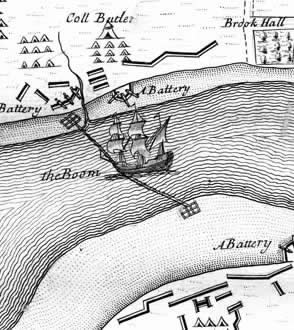
Бонове загородження річки Фойл під час облоги Лондондеррі

Ланцюговий бон, боновий ланцюг або ланцюг (також бонове загородження, ланцюг у гавані, річковий ланцюг або варіанти) — це перешкода, яка перекриває судноплавну ділянку для управління або блокування навігації. Ланцюгове бони мають військове призначення, основною метою їх є закриття проходу до ворожих кораблів; сучасним прикладом є протичовнові сітки. Ланцюгові бони також використовували у річках, щоб збирати данину з човнів.

## Опис
Загалом бон плаває на поверхні, у той час як ланцюг може знаходитися як на поверхні, так і під водою. Ланцюг може плавати завдяки плотам, колодам, кораблям або іншій деревині, що перетворювало ланцюг на бон.
У середньовіччі, кінець ланцюга закріплювали у ланцюговій або бонній башті. Це дозволяло безпечно піднімати або опускати ланцюг, тому що вони були сильно захищені. За допомогою піднімання і опускання бону або ланцюга, можливо вибірково пропускати кораблі. Піднімати і опускати ланцюг можна за допомогою лебідки або кабестану.
Бони або ланцюги можна розірвати за допомогою великого або важкого корабля, і тому є багато підтверджень, наприклад облога Дам'єтти, напад на Медвей та битва у затоці Віго.A Проте часто атакуючі захоплювали оборонні споруди щоб розірвати ланцюг та бон більш традиційними методами. Наприклад, бон під час осади Лондондеррі, матроси зруйнували бон підійшовши до нього на баркасах.
Як ключова точка оборони, бони мали сильний захист. Сюди входили ланцюгові башти, батареї або форти. У період вітрил, бон який захищав гавань, прикривали кілька кораблів прикриваючи бон бортовими залпами, від атакуючих. У деяких випадках декілька бонів охоплювали єдину ділянку води.

## Галерея

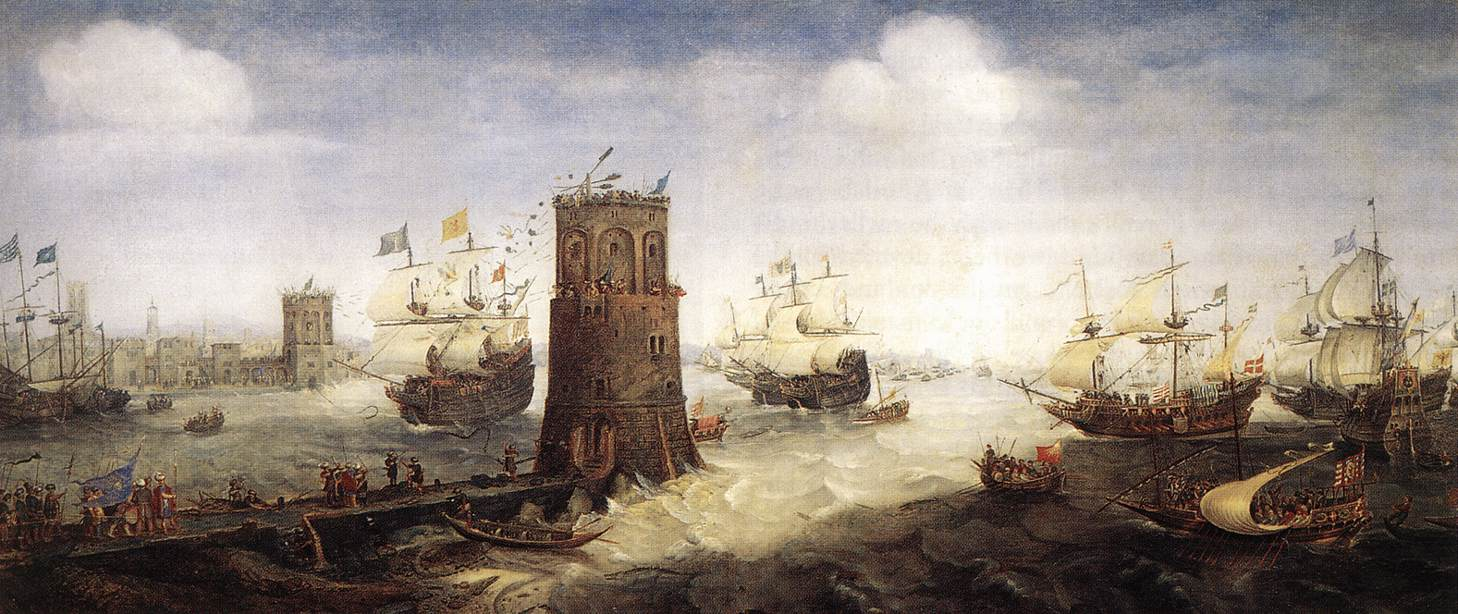
Голландські лицарі проривають ланцюг який захищає гавань (ліворуч) при осаді Дам'єтта.
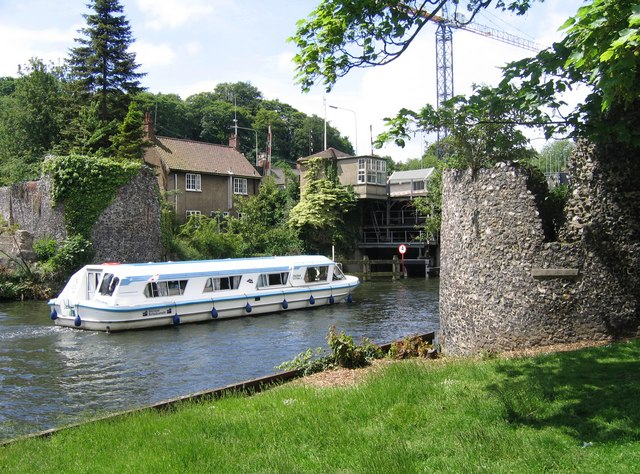
Бонові башти у Норвічі
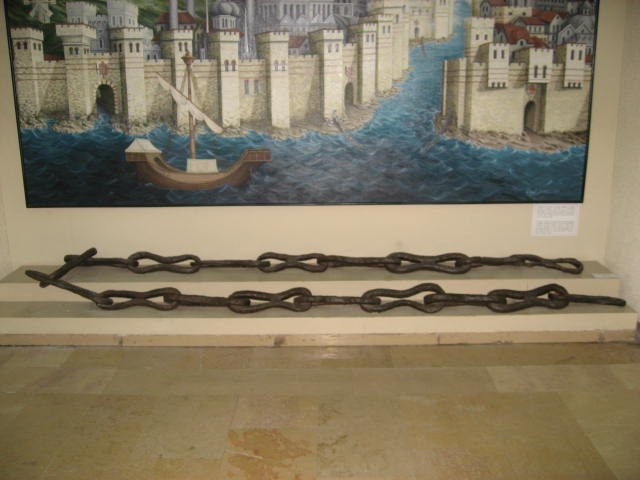
Залишки великого ланцюга який захищав Золотий Ріг
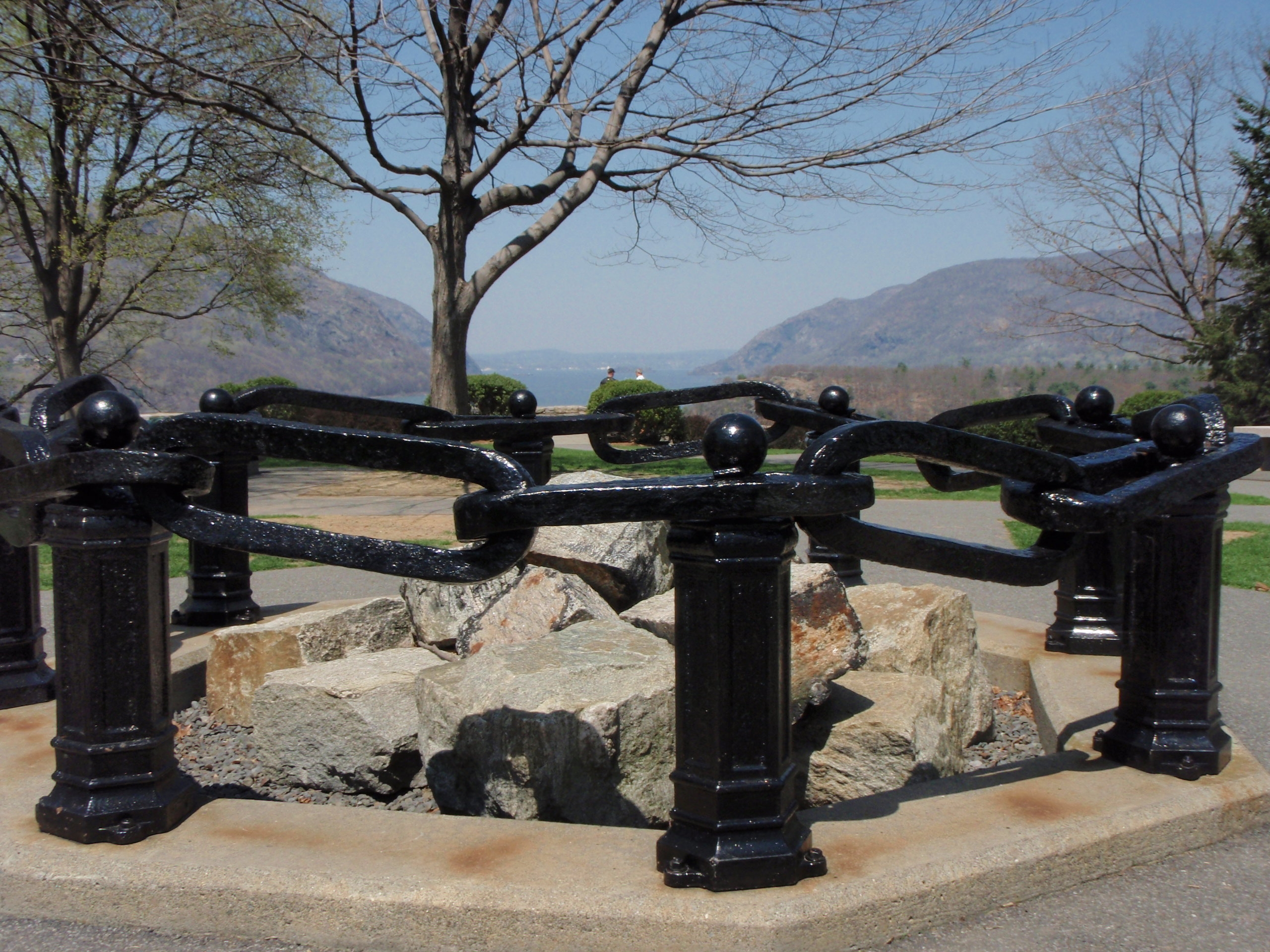
Секція ланцюга який захищав річку Гудзон Hudson River Chain
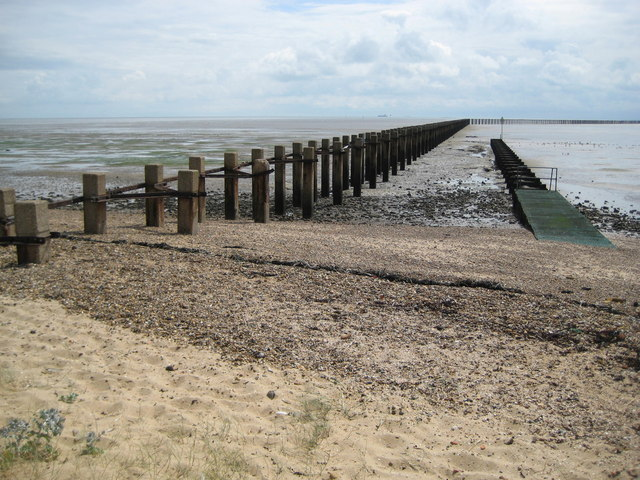
Залишки бону Шоубері, який побудували для захисту естуарія Темзи від радянських субмарин часів Холодної війни

## Приклади
- У Леонінській стіні використовували ланцюги для блокування Тибру
- Ланцюг у Золотому Розі
- Ланцюг та бон блокували річку Медвей під час нападу на Медвей
- Ланцюг на річці Гудзон
- Ланцюг блокував річку Парану під час битви при Вуельта де Облігадо